# Karl Jaspers
Karl Theodor Jaspers (Oldenburg, 23 febbraio 1883 – Basilea, 26 febbraio 1969) è stato un filosofo e psichiatra tedesco con cittadinanza svizzera.
Ha dato un notevole impulso alle riflessioni nei campi della psichiatria, della psicologia, della filosofia, della teologia e della politica.

## Biografia
Maggiore di tre fratelli (seguono Erna nel 1885 ed Enno nel 1889), mostrò un precoce interesse per la filosofia. L'attività del padre, Karl Wilhelm (1850-1940), che era un giurista e direttore di banca, influenzò la scelta universitaria di Jaspers che si iscrisse al corso di laurea in legge. Fu subito chiaro però che la scelta non era congeniale alle inclinazioni del giovane Karl che nel 1902 passò alla facoltà di medicina. Studiò a Heidelberg, Monaco di Baviera, Berlino e Gottinga. Dopo avere conseguito nel 1908 la laurea in medicina con la dissertazione Heimweh und Verbrechen (Nostalgia e crimine) Jaspers cominciò a lavorare a titolo gratuito, come ricercatore volontario, presso l'ospedale psichiatrico di Heidelberg, dove Emil Kraepelin aveva esercitato la professione qualche anno prima. Jaspers si mostrò subito critico nei confronti dell'approccio della comunità medica al problema della malattia mentale e si propose di migliorare la pratica psichiatrica.
Nel 1913 Jaspers ottenne un incarico temporaneo all'università di Heidelberg come docente di psicologia grazie allo scritto Allgemeine Psychopathologie (trad. it., Psicopatologia generale, 1964). Divenuto permanente l'incarico, Jaspers non fece più ritorno all'attività terapeutica. L'insegnamento era afferente al Dipartimento di Filosofia, e grazie al suo secondo scritto sistematico (Psychologie der Weltanschauungen del 1919 - trad. it., Psicologia delle visioni del mondo, 1950), nel 1919 divenne docente proprio di filosofia. Questo scritto è considerato il manifesto della filosofia dell'esistenza e precedeva di ben otto anni il più celebre Essere e tempo di Martin Heidegger che è del 1927 (trad. it., Essere e tempo, 1953).

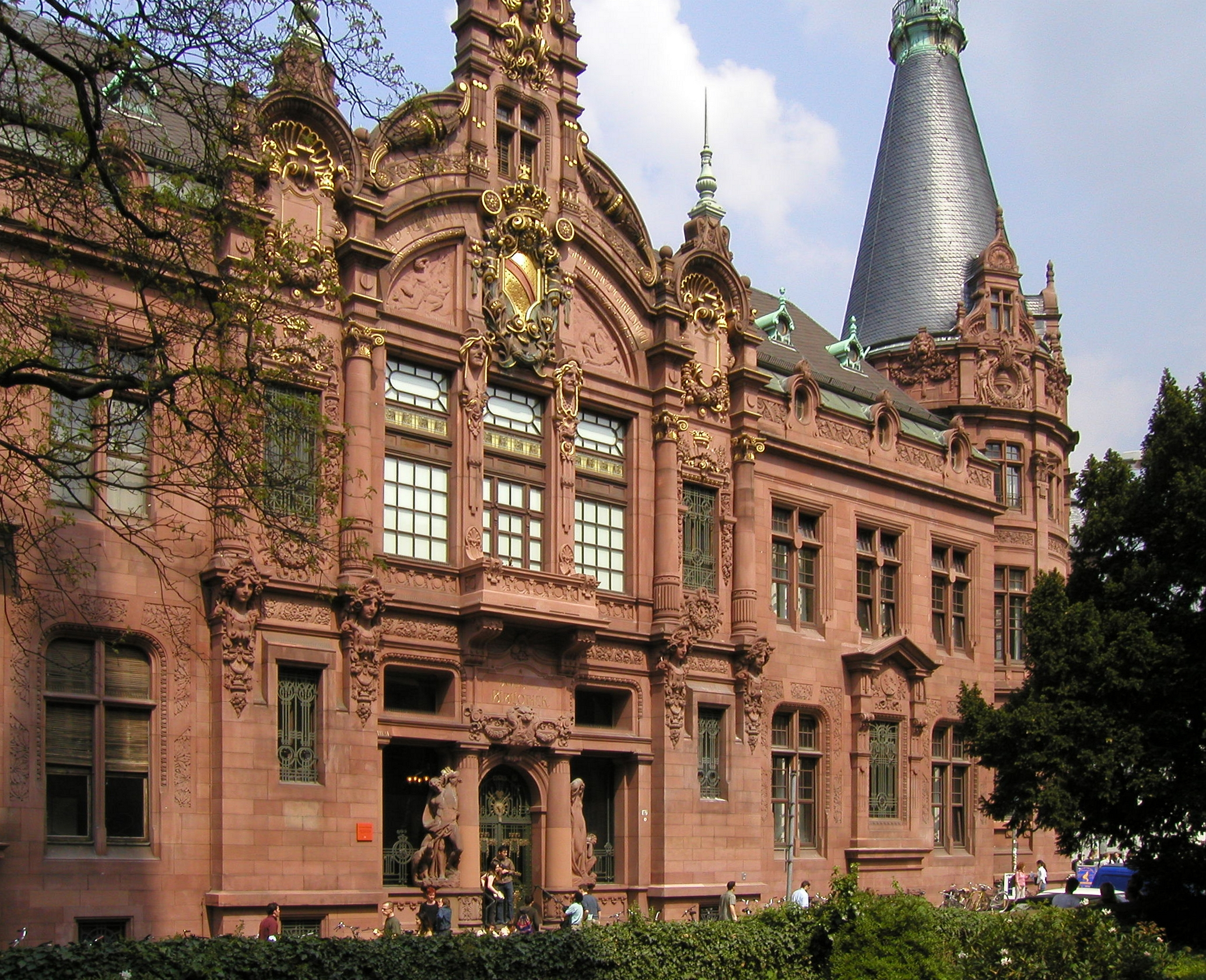
La Biblioteca dell'Università di Heidelberg

In seguito Jaspers strinse amicizia con lo stesso Martin Heidegger - amicizia che si ruppe in seguito all'adesione di quest'ultimo al nazionalsocialismo, per poi ricomporsi ma in modo più freddo nel dopoguerra - e scrisse opere di carattere ormai prettamente filosofico: Die geistige Situation der Zeit del 1931 (trad. it., La situazione spirituale del tempo, 1982), i tre volumi del suo capolavoro, Philosophie del 1932 (Orientazione filosofica nel mondo, Chiarificazione dell'esistenza e Metafisica; trad. it., Filosofia, 1972 sgg.) e, sempre nel 1932, un libro sulla personalità universitaria che più ammirava, Max Weber, Max Weber - Politiker, Forscher, Philosoph (trad. it., Max Weber, politico, scienziato e filosofo, 1969).

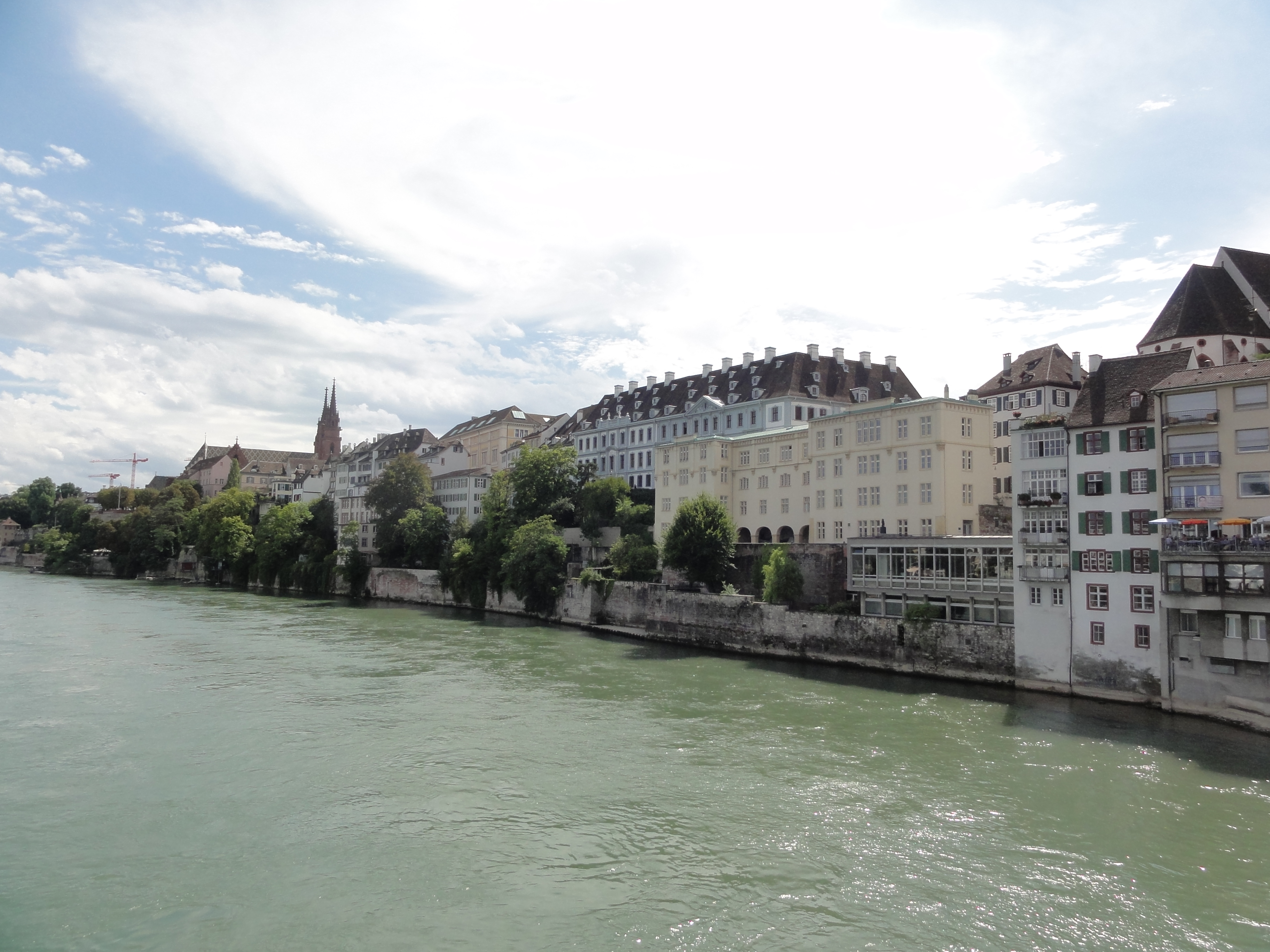
Università di Basilea

Nel 1933 avvenne la grande svolta della sua vita: l'avvento al potere del nazionalsocialismo, inizialmente anche da Jaspers sottovalutato e ritenuto un fenomeno passeggero. Nello stesso anno dovette sopportare delle limitazioni alla propria attività accademica a causa del matrimonio contratto nel 1910 con Gertrud Mayer, ebrea. Questo matrimonio bastava a qualificare Jaspers come un potenziale nemico del regime. Ciononostante egli continuò a tenere lezioni e a scrivere fino al 1937, anno in cui fu posto forzatamente a riposo e obbligato a scegliere tra divorziare ed emigrare. Jaspers non fece nessuna delle due cose e da quel momento visse come un recluso, nascosto nella sua amata Heidelberg, per tutto il periodo del regime e della guerra. Le autorità sapevano della sua presenza, ma ormai la sua capacità di nuocere era ridotta al minimo.
In più una salute da sempre cagionevole gli impediva qualsiasi progetto di fuga (Jaspers confessò poi che oltre alla malattia, era stata l'ignoranza delle lingue a impedirgli di vivere come profugo in un paese straniero). Comunque l'ordine di arresto alla fine arrivò ed era previsto per il 14 aprile 1945, ma il 30 marzo gli Alleati liberarono Heidelberg. Jaspers visse la tragedia della guerra come una lacerante esperienza esterna e interna, pronto al suicidio (con delle pasticche di cianuro) pur di non essere preso vivo e quindi separato dalla amata Gertrud.
Alla fine della guerra, quando venne riabilitato all'insegnamento, il primo pensiero fu per la Die Schuldfrage (1946, trad. it., La colpa della Germania, 1947 in seguito tradotto in modo più letterale: La questione della colpa). In questo periodo Jaspers si adoperò per la reintegrazione nell'università del filosofo Johannes Hessen. Nel 1949 pubblicò Vom Ursprung und Ziel der Geschichte (trad. it., Origine e senso della storia, 1982), opera nella quale, rifacendosi alle ricerche di Max Weber sull'antichità, introduceva il concetto di "periodo assiale" per definire quel periodo storico (compreso tra il IX e III secolo a.C.) caratterizzato da cambiamenti fondamentali del pensiero.
E tuttavia, al momento di partecipare al dibattito per la ricostruzione della Germania, Jaspers si trova a prendere quella grave decisione che aveva sempre rifiutato durante la guerra: espatriare. Anche se in precedenza aveva resistito al terrore nazista e - nonostante la malattia e le difficoltà - non aveva mai abbandonato la sua patria, ora l'isolamento culturale nel quale si viene a trovare e l'amara constatazione che ciò che si andava ricostruendo nella Germania del dopoguerra non era uno Stato fondato sul senso della responsabilità civile e politica né tanto meno su una più alta moralità nazionale lo spinge ad accettare l'invito dell'Università di Basilea, in Svizzera, dove tenne una serie di lezioni nell'estate del 1947 e dove poi si trasferì definitivamente nel 1948 rimanendovi fino alla morte, avvenuta il 26 febbraio 1969.

## Contributi alla psichiatria

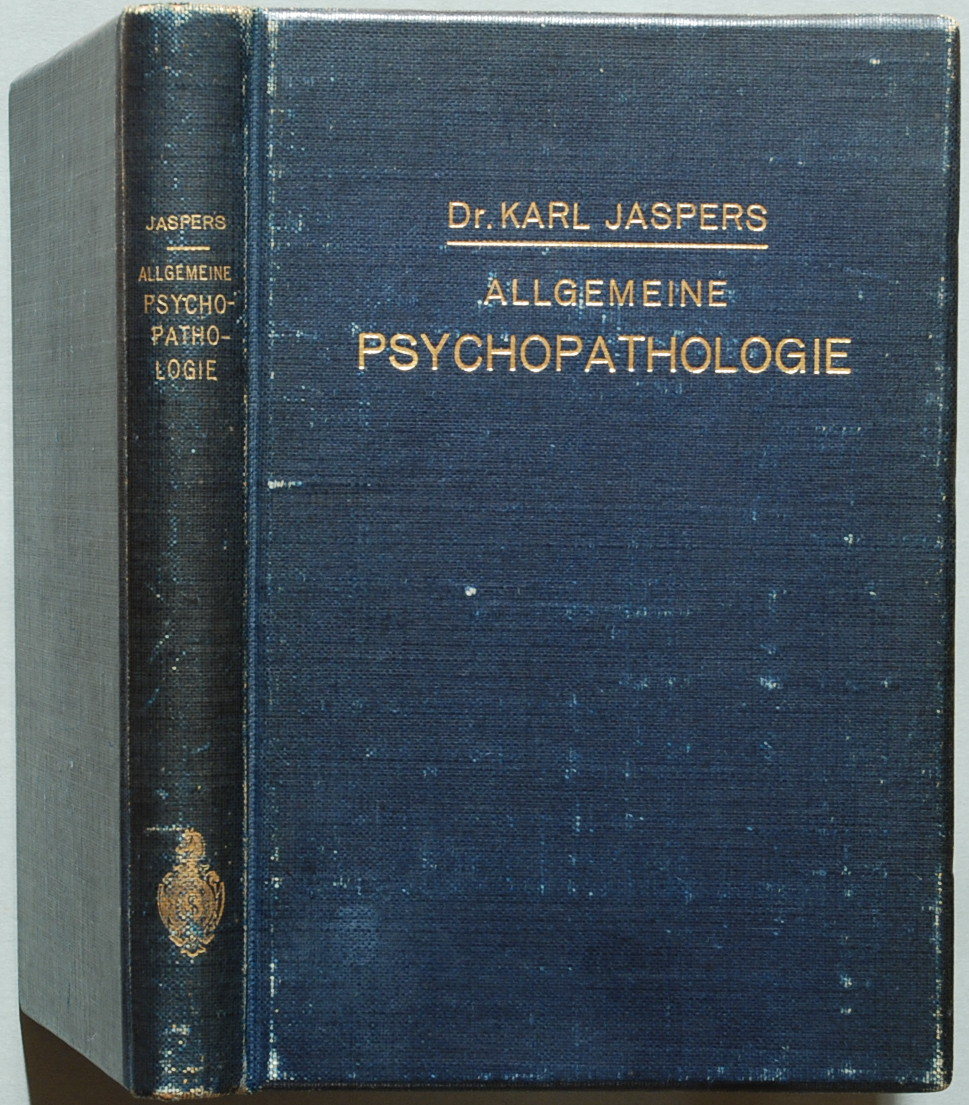
Trattato di psicopatologia generale (1913)

L'insoddisfazione per il trattamento della malattia mentale indusse Jaspers a discutere sia i criteri diagnostici sia i metodi della psichiatria clinica. Nel 1910 pubblicò un testo rivoluzionario sulla paranoia. Nell'opera venivano esposti i casi di alcuni pazienti affetti da paranoia, fornendo informazioni biografiche relative ai soggetti in cura e dando un resoconto del modo in cui gli stessi pazienti interpretavano i loro sintomi. Il metodo biografico si è affermato come una delle principali pratiche terapeutiche della moderna psichiatria.
Jaspers condensò le sue convinzioni sulla malattia mentale nei due volumi di cui si compone la sua psicopatologia generale, un classico della letteratura psichiatrica, da cui sono derivati alcuni criteri diagnostici. Di particolare importanza è la convinzione che i sintomi debbono essere analizzati e diagnosticati per la loro forma piuttosto che per il loro contenuto.

## Filosofia
Nell'opera filosofica di Karl Jaspers, appartenente al filone esistenzialista del Novecento, si ritrovano i temi trattati dai grandi predecessori dell'Ottocento: da un lato la considerazione profonda per l'esistenza umana nella sua totalità con chiaro riferimento a Kierkegaard e a Nietzsche, dall'altra l'incontro del 1909 con Max Weber, l'influenza di Dilthey e poi la lettura di Husserl e l'influenza della scuola fenomenologica.

### Linee generali del testoFilosofia
Il suo testo fondamentale Filosofia (1931) raccoglie la summa del suo pensiero ed è l'autore stesso ad ammettere che fra i suoi libri questo fu sempre per lui il più caro. L'opera nasce legata strettamente alla psicologia - che, come è stato detto, era l'attività cui Jaspers aveva scelto di dedicarsi – ed è infatti la conoscenza di quelle che verranno successivamente chiamate "situazioni limite", che si presentano così sovente nello studio della vita psicologica, che permette al filosofo di definire il ruolo della filosofia del suo tempo: "chiarificazione dell'esistenza". Questa ridefinizione prende ovviamente spunto dalla situazione delle scuole filosofiche tedesche all'inizio del secolo scorso. "La filosofia, che a partire dal 1901 cercai nelle università, mi deluse" così Jaspers in Filosofia la constatazione di una situazione accademicamente paludosa nelle lezioni da lui frequentate lo portano a pronunciare una frase che può aiutare nella comprensione del testo, capolavoro della sua produzione: "Era mio impulso salvarmi spiritualmente".
Questo impulso lo allontana da Edmund Husserl che non lo soddisfa per la difficoltà, dallo stesso Husserl ammessa, della sua fenomenologia e lo spinge verso la lettura di Kierkegaard soprattutto e di Nietzsche. Il legame stretto della filosofia con la vita "vera e propria", “concreta” è dato nelle domande filosofiche che fin dall'antichità riguardano il soggetto del pensiero e l'affermazione sopra citata dell'autore sottolinea questa prospettiva e la ribadisce. L'esistenza è ciò che viene chiamata in causa nell'interrogarsi dell'uomo. Jaspers definisce l'esistenza come "ciò che non diventa mai oggetto, l'origine partendo dalla quale penso e agisco, ciò che si rapporta a se stessa e, in ciò, alla sua trascendenza". Fin dalla prefazione al testo vengono a definirsi le parole chiave della sua speculazione:
- Esserci (Dasein): l'essere qui proprio di tutte le cose che sono al mondo;
- Esistenza (Existenz): definisce solo la condizione dell'uomo che non può essere definita completamente, ma solo chiarita, delucidata, analizzata;
- Trascendenza (Transzendenz): ciò che è al di là della situazione attuale dell'esistenza, definisce la stessa pratica del filosofare come scoperta.

#### Orientazione filosofica
Il testo si svolge presentando i tre impulsi principali che portano l'uomo alla trascendenza. Inizialmente l'uomo in quanto «esistente» si trova in contatto con il mondo che rappresenta un'infinità di oggetti esistenti e dati, e da questa situazione disorganizzata viene a definirsi l'orientazione filosofica del mondo circoscritta in un orizzonte che è quello del soggetto che pensa (esistente). Jaspers, attento al significato della storia della filosofia, vede nell'idealismo e nel positivismo i due tentativi fatti nell'Ottocento per cercare di comprendere completamente il mondo superando il punto di vista del soggetto conoscente. Entrambi questi tentativi - che si risolvevano l'uno nella visione dell'assoluto, e l'altro nell'onnicomprensività scientifica - vengono visti da Jaspers come tentativi di determinare in maniera dogmatica l'orientazione filosofica del mondo.

#### Chiarificazione dell'esistenza
Il tentativo di comprendere il mondo si risolve in uno "scacco" e in questo modo il pensiero giunge alla chiarificazione dell'esistenza. Questo passaggio vede l'esistente utilizzare i mezzi che gli sono propri per definire la sua situazione. Per Jaspers la decisione è il fulcro delle possibilità dell'esistente, che tentando le strade della trascendenza cerca di non ridursi a mero esserci. Io stesso, comunicazione, storicità, volontà, libertà, situazioni-limite (situazioni che sono così necessariamente, come il dolore, la morte, sono definite dall'autore come l'esistenza stessa), coscienza assoluta, azioni incondizionate e l'esistenza della soggettività nell'oggettività sono i temi trattati nel libro secondo dell'opera.

#### Metafisica

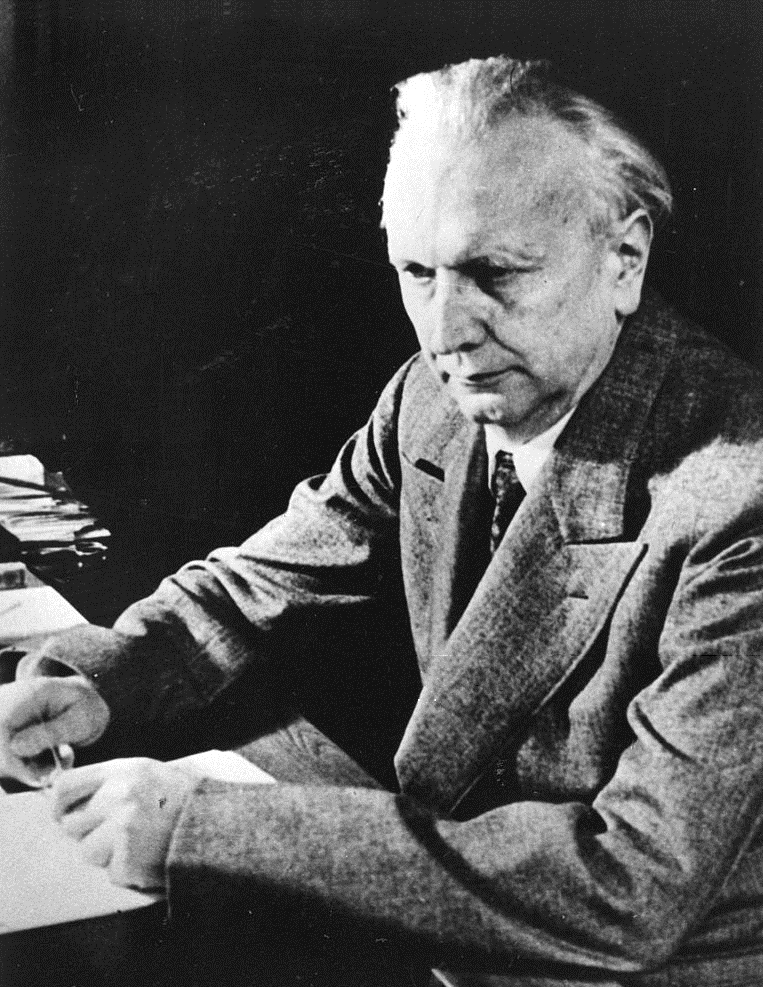
Karl Jaspers

L'ultima parte dell'opera, "Metafisica", si occupa dell'essenza stessa dell'interrogazione filosofica: il trascendere. Il pensiero trascendente utilizza tre vie che possono dare la certezza della realtà della trascendenza: il trascendere formale, i rapporti esistenziali alla trascendenza e la lettura della scrittura cifrata. La prima via non ci dice qual è l'essenza della trascendenza, ma ci rende certi del fatto che essa è. Utilizzando le categorie del pensiero immanente è possibile, con esse, trascendere dal pensabile all'impensabile: il naufragio del pensiero categoriale ci mostra allora la presenza della trascendenza. Tutte le categorie vengono impiegate per dire che la trascendenza «non è né qualità, né quantità, né relazione, né fondamento (..)».
L'essere della trascendenza al quale si perviene nel trascendere formale è - dunque - senza determinazioni, tendendo a identificarsi con l'Uno di plotiniana memoria. Il secondo metodo utilizzato da Jaspers approfondisce il legame esistenziale che con la trascendenza l'uomo può instaurare. Concetto portante di questa parte è quello di "situazione-limite". Le situazioni-limite sono come un muro contro il quale urtiamo: esse sono il dolore, il caso, la lotta, la morte. Se l'esistenza ha il coraggio di calarsi in esse, "a occhi aperti", può destarsi e afferrare la presenza della trascendenza. Nell'ultima via, Jaspers articola la sua metafisica della cifra. La trascendenza, oltrepassando ogni determinazione concettuale, tende a identificarsi con il Deus absconditus della teologia negativa. Per sopperire all'abissalità posta tra esistenza e trascendenza, si ricorre al medio della cifra. La cifra è il possibile linguaggio della trascendenza: «tutto ciò che è prodotto dall'uomo, il reale di fatto, l'oggetto rappresentato, quello pensato e che si trova nella tradizione mistica, religioso-culturale, sacrale, poetica e artistica, nella filosofia».
L'esserci allora può diventare cifra della trascendenza. Le cifre, però, possono essere colte soltanto dall'esistenza possibile: solo allora possono rinviarci alla trascendenza. La cifra più importante - sulla quale Jaspers si sofferma particolarmente - è quella del naufragio. Nel naufragio l'esistenza può disperdersi, oppure sperimentare l'essere della trascendenza, come una luce che fende le tenebre. Viene in questo modo aperto un dialogo della filosofia con la religione. È opportuno segnalare che l'intero testo è concepito «per cercare di generare un atteggiamento interiore capace di instaurare un rapporto significativo con i maestri che si presentano storicamente in così grandi figure», ovvero le grandi figure della storia della filosofia.

## Opere
- Heimweh und Verbrechen, 1909 (tesi universitaria).
- Allgemeine Psychopathologie, 1913, 19202, 19233, 19464; trad. Romolo Priori, Psicopatologia generale, Il pensiero scientifico, Roma 1964; con saggio introduttivo di Umberto Galimberti, ivi, 2000.
- Psychologie der Weltanschauungen, 1919; trad. Vincenzo Loriga, Psicologia delle visioni del mondo, Astrolabio, Roma 1950.
- Max Weber, 1921, 19322; trad. Ervino Pocar, Max Weber politico, scienziato, filosofo, Morano, Napoli 1969; con introduzione di Franco Ferrarotti, Editori Riuniti, Roma 1998.
- Strindberg und van Gogh, 1922; trad. Brigitte Baumbusch e Mario Gandolfi, Strindberg e Van Gogh. Swedenborg-Hölderlin: uno studio psichiatrico, Colportage, Firenze 1977; come Genio e follia, Rusconi, Milano 1990; con prefazione di Umberto Galimberti e un saggio di Maurice Blanchot, Raffaello Cortina Editore, Milano 2001.
- Die Idee der Universität, 1923, 19462
- Die geistige Situation der Zeit, 1931; trad. La situazione spirituale del tempo, prefazione di Armando Rigobello, Jouvence, Roma 1982.
- Philosophie, in 3 volumi: I. Philosophische Weltorientierung; II. Existenzerhellung; III. Metaphysik, 1932; a cura di Umberto Galimberti, Orientazione filosofica nel mondo, Mursia, Milano 1977; Chiarificazione dell'esistenza, Mursia, Milano 1978; Metafisica, Mursia, Milano 1972; in un solo vol. Utet, Torino 1978, 19962
- Vernunft und Existenz, 1935; trad. Enzo Paci, Ragione ed esistenza, Bocca, Milano 1942; trad. Ada Lamacchia, Marietti, Torino 1971; Fabbri, Milano 1998.
- Nietzsche. Einführung in das Verständnis seines Philosophierens, 1936; trad. Luigi Rustichelli, Nietzsche: introduzione alla comprensione del suo filosofare, Mursia, Milano 1996.
- Descartes und die Philosophie, 1937.
- Existenzphilosophie, 1938; trad. Ottavia Abate, La filosofia dell'esistenza, nota introduttiva di Antonio Banfi, Bompiani, Milano 1940, 19674; a cura di Giorgio Penzo, Laterza, Roma-Bari 1995.
- Die Schuldfrage, 1946; trad. Renato De Rosa, La colpa della Germania, Edizioni Scientifiche Italiane, Napoli 1947; trad. Andrea Pinotti, La questione della colpa: sulla responsabilità politica della Germania, Raffaello Cortina Editore, Milano 1996.
- Nietzsche und das Christentum, 1946; trad. Nietzsche e il cristianesimo, nota critica di Maria Dello Preite, Ecumenica, Bari 1978; a cura di Giuseppe Dolei, Marinotti, Milano 2008.
- Von der Wahrheit. Philosophische Logik, 1947; trad. integrale di Diego D'Angelo, Della verità. Logica filosofica, Bompiani, Milano 2015. (Trad. it. parziali di Carla Amadio, Esistenza ed autorità, L. U. Japadre, L'Aquila 1977; di U. Galimberti, Sulla verità, La Scuola, Brescia 1974; di D. Di Cesare, Il linguaggio. Sul tragico, Guida, Napoli 1993).
- Der philosophische Glaube, 1948; trad. Renato De Rosa, La mia filosofia, Einaudi, Torino 1948; trad. Umberto Galimberti, Raffaello Cortina Editore, Milano 2005.
- Vom Ursprung und Ziel der Geschichte, 1949; trad. Amerigo Guadagnin, Origine e senso della storia, Edizioni di Comunità, Milano 1965.
- Einführung in die Philosophie. Zwölf Radiovorträge, 1950, trad. Introduzione alla filosofia, prefazione di Pietro Chiodi, Longanesi, Milano 1959; con postfazione di Umberto Galimberti, Raffaello Cortina Editore, Milano 2010.
- Vernunft und Widervernunft unserer Zeit, 1950; trad. Giulio Saccomano, Ragione e antiragione del nostro tempo, introduzione di Pietro Chiodi, Sansoni, Firenze 1970, 19782; SE, Milano 1999.
- Rechenschaft und Ausblick. Reden und Aufsätze, 1951.
- Das radikal Böse bei Kant (1951), trad. Roberto Celada Ballanti, Il male radicale in Kant, Morcelliana, Brescia 2011.
- Über das Tragische, 1952; trad. Italo Alighiero Chiusano, Sul tragico, Il Saggiatore, Milano 1959; SE, Milano 1987.
- Lionardo als Philosoph, 1953; a cura di Ferruccio Masini, Leonardo filosofo, Philosophia, Firenze 1960; Pironti, Napoli 1983; SE, Milano 1988, Abscondita, Milano 2001.
- Die Frage der Entmythologisierung, 1954; trad. Roberto Celada Ballanti, Il problema della demitizzazione, Morcelliana, Brescia 1995.
- Schelling, 1955.
- Die großen Philosophen, 1957; Presentazione e trad. di Filippo Costa, I grandi filosofi, Longanesi, Milano, 1973. [Le personalita decisive: Socrate, Buddha, Confucio, Gesù; I riformatori creativi del filosofare: Platone, Agostino, Kant; I pensatori metafisici che attingono all'origine: Anassimandro, Eraclito, Parmenide, Plotino, Anselmo, Cusano, Spinoza, Laotse, Nāgārjuna].
- Die Atombombe und die Zukunft des Menschen, 1957; trad. Luigi Quattrocchi, La bomba atomica e il destino dell'uomo, prefazione di Remo Cantoni, Il Saggiatore, Milano 1960.
- Philosophie und Welt. Reden und Aufsätze, 1958, che comprende, fra gli altri, lo scritto Philosophische Autobiographie, 1953; trad. Ervino Pocar, Autobiografia filosofica, Morano, Napoli 1969.
- Wahrheit, Freiheit und Friede - Hannah Arendt, Karl Jaspers. Reden zur Verleihung des Friedenspreises des deutschen Buchhandels 1958, Piper, Monaco 1958; tr. it. Verità e Umanità. Discorsi per il conferimento del Premio per la pace dei Librai tedeschi 1958, a cura di A. Bragantini, Mimesis, Milano 2015.
- Der philosophische Glaube angesichts der christlichen Offenbarung, Verlag Helbing&Lichtenhahn, Basel-Stuttgart 1960; trad. La fede filosofica a confronto con la rivelazione cristiana, a cura di R. Garaventa, Orthotes, Napoli-.Salerno 2014.
- Freiheit und Wiedervereinigung, 1960.
- Der philosophische Glaube angesichts der Offenbarung, 1962; trad. Filippo Costa, La fede filosofica di fronte alla rivelazione, Longanesi, Milano 1962; trad. Umberto Galimberti, La fede filosofica, Marietti, Torino 1973.
- Nikolaus Cusanus, 1964.
- Kleine Schule des Philosophischen Denkens, 1965; trad. Carlo Mainoldi, Piccola scuola del pensiero filosofico, Ed. di Comunità, Milano 1968; SE, Milano 1998.
- Hoffnung und Sorge. Schriften zur deutschen Politik 1945–1965, 1965.
- Wohin treibt die Bundesrepublik? Tatsachen, Gefahren, Chancen, 1966; trad. M. C. Beretta, Germania d'oggi: dove va la Repubblica Federale?, Mursia, Milano 1969.
- Zur Kritik meiner Schrift »Wohin treibt die Bundesrepublik?«, 1967.
- Schicksal und Wille. Autobiographische Schriften, a cura di Hans Saner, 1967; trad. Roberto Brusotti, Volontà e destino: scritti autobiografici, Il melangolo, Genova 1993.
- Chiffren der Transzendenz (1961), 1970; trad. Giorgio Penzo, Cifre della trascendenza, Marietti, Torino 1974; anche in Il vincolo, Raffaello Cortina Editore, Milano 2006.
- Philosophie und Offenbarungsglaube, 1971; trad. Giorgio Penzo, Filosofia e fede nella rivelazione: un dialogo (con Heinz Zahrnt), Queriniana, Bresica 1971.
- Kant. Leben, Werk, Wirkung, 1975.
- Was ist Philosophie?, 1976.
- Notizen zu Martin Heidegger, 1978.
- Die großen Philosophen. Nachlass, 2 voll.: I. Darstellung und Fragmente, II. Fragmente - Anmerkungen - Inventar, 1981.
- Weltgeschichte der Philosophie [Einleitung], 1982.
- Wahrheit und Bewährung. Philosophieren für die Praxis, 1983; trad. Giancarlo Russo e Gaetano Rametta, Verità e verifica: filosofare per la prassi, prefazione di Antonio Ponsetto, Morcelliana, Brescia 1986.
- Briefwechsel 1945–1968. K. H. Bauer & Karl Jaspers, a cura di Renato de Rosa, 1983.
- Briefwechsel 1926–1969. Hannah Arendt & Karl Jaspers, a cura di Lotte Köhler, 1985; trad. Alessandro Dal Lago, Carteggio 1926-1969: filosofia e politica (con Hannah Arendt), Feltrinelli, Milano 1989.
- Erneuerung der Universität. Reden und Schriften 1945/46, a cura di Renato de Rosa, 1986.
- Briefwechsel 1920–1963. Martin Heidegger & Karl Jaspers, a cura di Walter Biemel e Hans Saner, 1990; trad. Alessandra Iadicicco, Lettere 1920-1963 (con Martin Heidegger), Raffaello Cortina Editore, Milano 2009.
- Nachlass zur Philosophischen Logik, a cura di Hans Saner, 1991.
- Der Arzt im technischen Zeitalter, trad. Il medico nell'età della tecnica, saggio introduttivo di Umberto Galimberti, Raffaello Cortina Editore, Milano 1991.
- La metafisica di Jaspers e l'ermeneutica scientifico-filosofica in rapporto al problema della libertà, a cura di Giorgio Penzo, con una scelta di scritti, Paravia, Torino 1992.
- Scritti psicopatologici, a cura di Stefania Achella e Anna Donise, Guida, Napoli 2004.